# Божен, Любен
Любе́н Боже́н (фр. Lubin Baugin, 1610 или 1612, Питивье, департамент Луаре — 11 июля 1663, Париж) — французский живописец.

## Биография
Любен Божен родился в Питивье, происходил из богатой семьи. Учился в Фонтенбло. В 1629 был принят в гильдию мастеров Сен-Жермен-де-Пре. В 1632—1641 жил в Риме, где женился на римлянке; впоследствии, в основном, в Париже. Написал ряд картин для Собора Парижской Богоматери, работал как гобеленный мастер, художник книги. В 1653 был принят в Королевскую академию живописи и ваяния.
После 1641 года работал в Париже, где умер в 1663 году. Похоронен в парижской церкви Сен-Сюльпис.

## Творчество
Сохранилось лишь небольшое количество работ Любена Божена, причём ни одна из них не датирована. За близость к манере Гвидо Рени получил прозвище маленький Гвидо. Наиболее известен своими натюрмортами (особенно загадочным «Натюрмортом с шахматной доской»), хотя после возвращения из Италии писал только картины на священные сюжеты. 

Некоторые работы
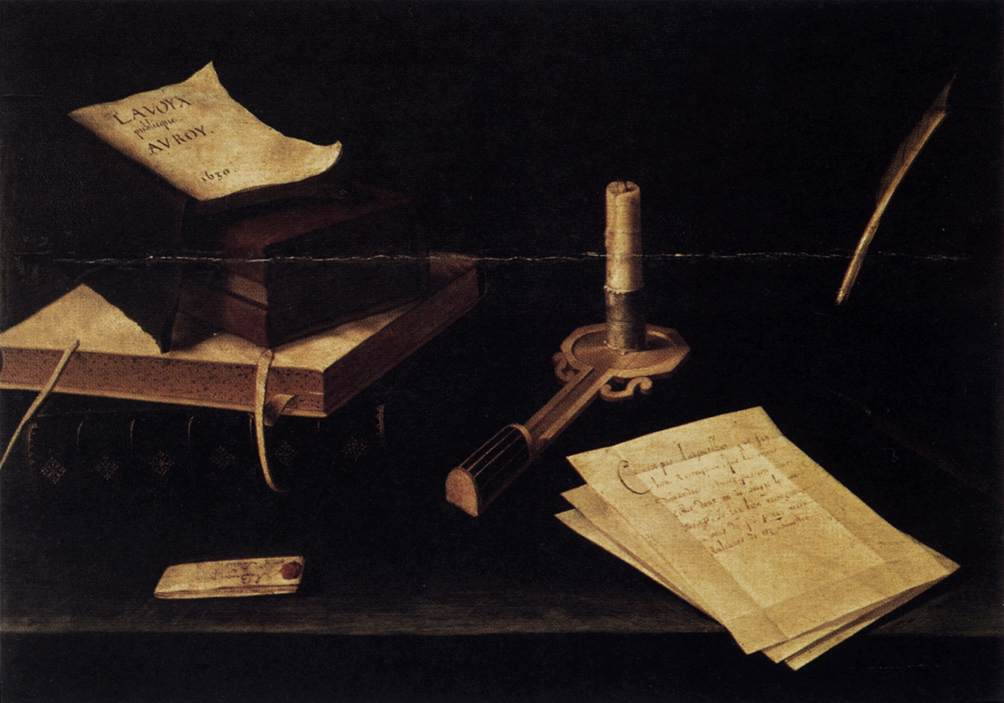
Натюрморт со свечой, 1630. Галерея Спада
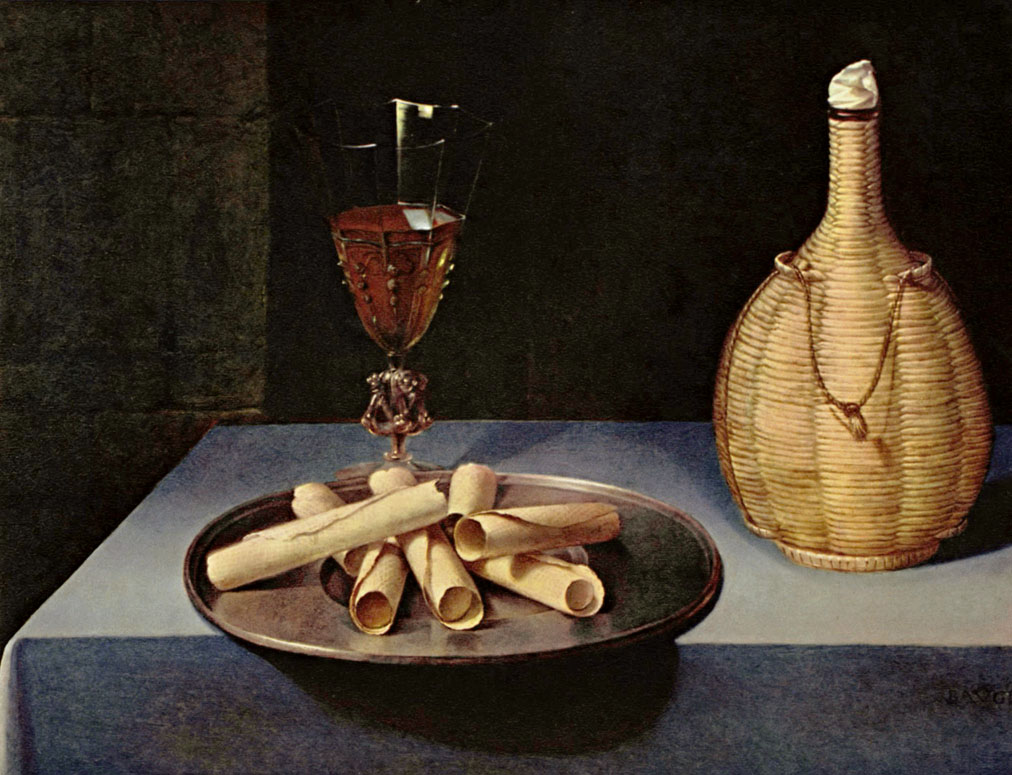
Натюрморт с вафлями, Лувр
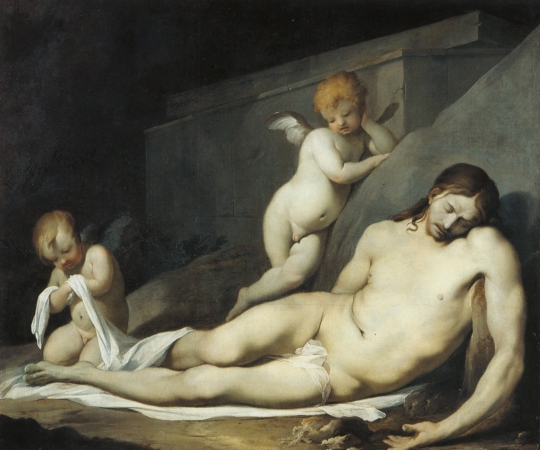
Мёртвый Христос, оплакиваемый ангелами. Ок. 1645, Орлеанский музей изящных искусств

## Память
В фильме Алена Корно «Все утра мира» (1991) роль Божена сыграл Мишель Буке.